# Gwen Lister
Pour les articles homonymes, voir Lister (homonymie).
Gwen (ou Gwendoline) Lister, née le 5 décembre 1953, à East London, en Afrique du Sud, est une journaliste, éditrice, opposante à l'apartheid et militante de la liberté de la presse namibienne.

## Biographie
Née en 1953 à East London, province du Cap, elle grandit en Afrique du Sud à l'apogée de la mise en œuvre des lois de l'apartheid. 
Elle fréquente l'Université du Cap jusqu'en 1975. Après l'obtention de son diplôme, elle gagne le Sud-Ouest Africain (actuelle Namibie), un territoire alors administré par l'Afrique du Sud, où s'opposer à l'apartheid lui semble plus aisé qu'en restant dans son pays natal. Elle y travaille comme journaliste politique, au sein de la rédaction du Windhoek Advertiser.
En 1978, avec son collègue journaliste Hannes Smith, ils lancent un autre périodique, l'hebdomadaire indépendant Windhoek Observer. Dans ce journal, elle veut donner de la SWAPO (le mouvement de libération namibien, non interdit au contraire de l'ANC sud-africaine), un autre visage, afin de contrer la propagande du gouvernement sud-africain et de l'administration locale qui qualifient les membres de cette organisation comme des terroristes, des «communistes», et une «menace noire». Elle y critique aussi l'apartheid en l'Afrique du Sud (l'apartheid a été aboli dans le Sud-Ouest africain en 1979, à la suite des négociations constitutionnelles et interethniques à la conférence de la Turnhalle). 
Le Windhoeck Observer est officiellement interdit en mai 1984, à la suite d'un voyage de Gwen Lister en Zambie, pour y faire le point sur des pourparlers en cours concernant l'indépendance (du Sud-Ouest africain/Namibie). Bien que l'interdiction soit ensuite levée, la direction du périodique la rétrograde, déclenchant sa démission et le départ de l'équipe de rédaction.
Lister devient ensuite journaliste indépendante, travaillant notamment  pour BBC News, pour The Guardian, et pour la radio sud-africaine Capital Radio 604. En décembre 1984, elle dévoile un document des autorités sud-africaines, en l’occurrence un courrier recommandé pour lequel elle a reçu un avis, mais qui ne lui était pas destiné. Il était adressé au receveur des postes, et émanait du responsable du département d'investigation criminelle de la police à Pretoria. Ce responsable demandait au préposé des postes du Sud-Ouest africain/Namibie d'intercepter le courrier de la journaliste pour une période allant du 3 décembre au 2 juin, « dans l'intérêt de la sécurité de l'État », mettant en avant ses contacts avec des leaders de la SWAPO. Elle est arrêtée et détenue pendant une semaine en vertu de la Loi sur les Secrets officiels,. L'Institut International de la Presse (IPI) qualifie cette arrestation de «tentative évidente de l'empêcher de créer un nouveau journal». Elle est libérée après versement d'une caution. Mais la police confisque son passeport et l'oblige à se présenter trois fois par semaine.
En août 1985, elle lance un nouveau journal indépendant, The Namibian. Ses reportages sur des atteintes aux  droits de l'Homme par les forces sud-africaines suscitent une nouvelle colère de la part du gouvernement et un boycott de la publicité par les milieux d'affaires blancs. En 1987, les autorités sud-africaines interdisent au journal d'imprimer une photographie du cadavre d'un insurgé, attaché à un véhicule de transport de troupes blindés. Elle conteste juridiquement cette  interdiction.
En juin 1988, alors enceinte de quatre mois, elle est détenue pendant plusieurs jours sans inculpation après avoir publié un document du gouvernement proposant de nouveaux pouvoirs de police dans le territoire su Sud-Ouest. En octobre 1988, les locaux du journal sont incendiés par un groupe d'autodéfense afrikaner appelé Les Loups Blancs. En mars 1990, la Namibie devient indépendante de l'Afrique du Sud alors que le gouvernement de Klerk débute des négociations internes politiques et constitutionnelles avec le congrès national africain pour tourner la page de l'apartheid. 
En 1991, un mercenaire du Civil Cooperation Bureau, une unité secrète sud-africaine de contre-insurrection du gouvernement sud-africain, arrêté pour le meurtre en 1989 d'un militant de la SWAPO, Anton Lubowski, déclare avoir été envoyé en Namibie pour empoisonner Gwen Lister[réf. nécessaire]. 
La même année 1991, elle co-préside une conférence de l'UNESCO sur les médias africains libres, indépendants et pluralistes, qui débouche sur la Déclaration de Windhoek. Durant la même période, elle cofonde également l'Institut des Médias d'Afrique Australe (Media Institute of Southern Africa ou MISA), et en est quelque temps la présidente.
En mars 2011, après 26 ans d'activité à la tête du Namibian, elle  se retire et laisse la place à Tangeni Amupadhi. Devenue une fervente fan d'un sport, le squash , à 49 ans, elle se voit proposer de diriger l'Association namibienne de Squash.

## Prix et reconnaissance
Elle se voit décerner plusieurs prix durant son parcours. Notamment, en 1992, elle reçoit le prix internationale de la liberté de la presse, décerné par la Commission pour la protection des journalistes. L'Université de Harvard lui décerne en 1996 le Nieman Fellowship. En 1997, elle se voit attribuer le prix de la liberté de la presse  du MISA.
En 2000, l'IPI la désigne comme l'une des 50  héros au monde de la liberté de la presse. En 2004, elle reçoit le prix du Courage en journalisme de l'International women's Media Foundation.